# 斐濟元
斐濟元 （貨幣編號：FJD）是斐济自1969年以來的流通貨幣，由斐濟準備銀行發行。也是斐濟1867年到1873年期間的流通貨幣。輔幣單位為分。1元=100分。

## 流通中的貨幣

### 硬幣
- 1 分
- 2 分
- 5 分
- 10 分
- 20 分
- 50 分
- 1 元
- 2 元

### 紙幣

斐濟現在使用的紙幣系列。

- 5 元
  - 正面：鸚鵡
  - 背面：蜥蜴、花朵
- 10 元
  - 正面：魚類
  - 背面：一座山太平洋大酒店
- 20 元
  - 正面：雀鳥
  - 背面：伐木工作
- 50 元
  - 正面：花朵
  - 背面：居住在部落的人
- 100 元
  - 正面：昆蟲
  - 背面：斐濟的地圖、旅客

## 外部連結
- 唐的世界硬币画廊：Fiji
- 罗恩·怀斯的世界纸币：Fiji 镜像网站
- 现代金融系统表格－库尔特·舒勒制作：Fiji 镜像网站
- 环球货币历史：Fiji
- 《环球金融资料》货币历史表格（ 微软试算表格式）